# Drama (Nederlandse band)
Drama was een Nederlandse rockband binnen de niche bluesrock.
De band ontstond uit de resten van After Tea. Het bestond uit gitaristen Polle Eduard (After Tea) en Frank van de Kloot (Bobbey's Children), toetsenist inclusief mellotron Uli Grün (After Tea) en drummer Shell Schellekens (Big WHeel) op drumstel. 
De start begon wanneer Eduard en Van der Kloot beginnen aan de opnamen van single Down, die slecht verkocht. Onder leiding van Hans van Oosterhout werd één studioalbum opgenomen, dat wel redelijke recensies kreeg. Phonogram zag talent in de band en liet Drama vrij tijdens de opnamen, die ook wat uitliepen. Er was materiaal voor ten minste twee langspeelplaten opgenomen, maar veel materiaal werd aan de kant geschoven. 
Ook werd de single Mary's mamma uitgegeven, geschreven en geproduceerd door Peter Koelewijn. 
Succes bleef echter uit en Phonogram trok de stekker eruit. De bandleden hadden ondertussen ook andere activiteiten; zo speelde Van der Kloot in die tijd ook met Barry Hay. De band stond in 1971 in het voorprogramma van Humble Pie onder meer in het Concertgebouw in Amsterdam. Polle Eduard ging solo weer verder.